# Денисенко, Владимир Гурьевич
Владимир Гурьевич Денисенко (16 июля 1921, Малая Токмачка — 26 апреля 1945, Саксония) — старший лейтенант Рабоче-крестьянской Красной Армии, участник Великой Отечественной войны, Герой Советского Союза (1944).

## Биография
Владимир Денисенко родился 16 июля 1921 года в селе Малая Токмачка (ныне — Ореховский район Запорожской области Украины) в крестьянской семье. В детстве вместе с семьёй переехал в село Новофёдоровка Пологовского района. Окончил школу-семилетку, три курса машиностроительного техникума и аэроклуб в Запорожье. В 1940 году Денисенко был призван на службу в Рабоче-крестьянскую Красную Армию. В 1942 году он окончил Качинскую военную авиационную школу пилотов, после чего остался в ней лётчиком-инструктором. С марта 1943 года — на фронтах Великой Отечественной войны. Принимал участие в Курской битве, битве за Днепр, освобождении Киева, Житомирско-Бердичевской и Корсунь-Шевченковской операциях.
К марту 1944 года лейтенант Владимир Денисенко командовал звеном 32-го истребительного авиаполка 256-й истребительной авиадивизии 5-го истребительного авиакорпуса 2-й воздушной армии 1-го Украинского фронта. К тому времени он совершил 181 боевых вылет, принял участие в 38 воздушных боях, сбив 15 вражеских самолётов.
Указом Президиума Верховного Совета СССР от 1 июля 1944 года за «образцовое выполнение заданий командования и проявленные при этом мужество и героизм» лейтенант Владимир Денисенко был удостоен высокого звания Героя Советского Союза с вручением ордена Ленина и медали «Золотая Звезда» за номером 2436.
Участвовал в освобождении Тернопольской и Львовской областей, Польши. 26 апреля 1945 года в районе Дрездена, приняв воздушный бой с превосходящими силами противника, Денисенко был сбит и погиб. Всего за время своего участия в войне он совершил 372 боевых вылета, принял участие в 68 воздушных боях, лично сбив 24 самолёта противника.
Был также награждён тремя орденами Красного Знамени, орденами Александра Невского, Отечественной войны 1-й степени, Красной Звезды.